# Кармадонська ущелина

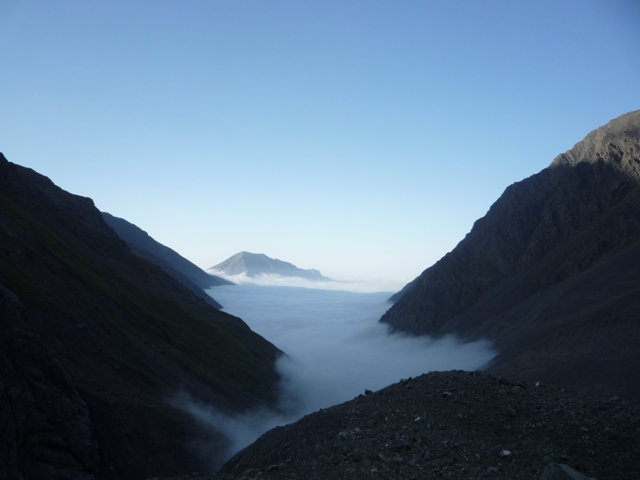
Кармадонська ущелина

Кармадонська ущелина (ос. Хъæрмæдоны ком) — ущелина на Кавказі в Північній Осетії. Інша назва — Геналдонська ущелина. Є місцем відпочинку жителів Владикавказу.

## Розташування
Розташована в гірській системі Великого Кавказу на висотах від 750 до 1200 м над рівнем моря. В ущелині знаходиться льодовик Колка і протікає річка Геналдон, що належить до басейну Терека.

## Події
20 вересня 2002 року відбулося руйнівне сходження льодовика Колка. Маса зі снігу, льоду і каміння рухалася по ущелині зі швидкістю понад 100 км/год. Внаслідок сходження льодовика було повністю знищене селище Верхній Кармадон, загинуло більше 100 осіб, у тому числі й знімальна група фільму «Зв'язковий» на чолі з Сергієм Бодровим молодшим.